# وافل هاوس
وافل هاوس هي سلسلة مطاعم أمريكية لديها 2100 فرع في 25 ولاية في الولايات المتحدة. تقع أغلب تلك الفروع في الجنوب.